# Гойон (Во)
Гойон (фр. Gollion) — громада  в Швейцарії в кантоні Во, округ Морж.

## Географія
Громада розташована на відстані близько 85 км на південний захід від Берна, 12 км на північний захід від Лозанни.
Гойон має площу 5,5 км², з яких на 8,2% дозволяється будівництво (житлове та будівництво доріг), 80,3% використовуються в сільськогосподарських цілях, 11,3% зайнято лісами, 0,2% не є продуктивними (річки, льодовики або гори).

## Демографія
2019 року в громаді мешкало 939 осіб (+50,7% порівняно з 2010 роком), іноземців було 15,8%. Густота населення становила 172 осіб/км².
За віковим діапазоном населення розподілялося таким чином: 21,7% — особи молодші 20 років, 63,2% — особи у віці 20—64 років, 15,1% — особи у віці 65 років та старші. Було 404 помешкань (у середньому 2,3 особи в помешканні).
Із загальної кількості 291 працюючого 45 було зайнятих в первинному секторі, 61 — в обробній промисловості, 185 — в галузі послуг.